# Правда
Правда представља вредносно начело расподеле које одређује колико добара и колико терета (одн. права и обавеза) треба дати субјектима друштвених односа. С обзиром на то да расподелу, преко закона врши држава, евидентно је да између правде и права постоји нераскидива веза.
Правда је такође и концепт правичног и моралног поступања према свим особама (види физичко лице и правно лице, посебно у закону. На правду се често гледа као на стални напор да се чини оно што је „исправно“. У највећем броју случајева исправним се сматра оно што мисли и осећа већина, оно што је логично, или што залази у натприродно, мистично.
Међутим неки писци (нпр. Келзен) правди не придаје неки већи значај (иако признаје да је она неопходни покретач људског деловања), зато што у модерном друштву постоје само интереси различитих друштвених група и њихов сукоб. Тај се сукоб може, од стране поретка, решити на два начина - или ће се задовољити интереси једне групе, науштрб друге; или ће се наћи компромис где ниједна од страна неће добити, али ни много изгубити. Које је од ова два решења „праведно“ у датом тренутку, немогуће је одредити, јер правда није рационална категорија, одн. не постоји начин да се она прецизно утврди или измери.

## Врсте правде
Још је Аристотел дао поделу правде. По њему, постоје две врсте правде - комутативна (или корективна) и дистрибутивна.
Корективна почива на принципу аритметичке једнакости - за извршену радњу, следи одговарајуће противчињење; док се дистрибутивна ослања на геометријску једнакост - постоји један виши субјект (нпр. држава) који потчињеним субјектима, према унапред утврђеним критеријумима, расподељује права и обавезе.

## Теорије дистрибутивне правде
Теорије дистрибутивне правде морају одговорити на три питања:
1. Која роба се дистрибуира? Да ли је то богатство, моћ, поштовање, могућности или нека комбинација ових ствари?
2. Између којих ентитета ће се дистрибуирати? Људи (мртви, живи, будући), жива бића, чланови јединственог друштва, нације?
3. Која је правилна дистрибуција? Једнаки, меритократски, према друштвеном статусу, према потреби, засновано на имовинским правима и ненападању?

Теоретичари дистрибутивне правде генерално не одговарају на питања ко има право да спроведе одређену повлашћену расподелу, док теоретичари имовинских права кажу да не постоји „фаворизована расподела“. Уместо тога, дистрибуција би се требала заснивати једноставно на било којој дистрибуцији која произлази из законитих интеракција или трансакција (то јест трансакција које нису незаконите).
Овај одељак описује неке широко распрострањене теорије дистрибутивне правде и њихове покушаје да одговоре на ова питања.

### Социјална правда
Социјална правда обухвата праведан однос између појединаца и њиховог друштва, често узимајући у обзир како привилегије, могућности и богатство треба расподијелити међу појединцима. Социјална правда је такође повезана са друштвеном мобилношћу, посебно лакоћом са којом се појединци и породице могу кретати између друштвених слојева. Социјална правда се разликује од космополитизма, што је идеја да сви људи припадају једној глобалној заједници са заједничким моралом. Социјална правда се такође разликује од егалитаризма, што је идеја да су сви људи једнаки у погледу статуса, вредности или права, јер све теорије социјалне правде не захтевају једнакост. На пример, социолог Џорџ К. Хоманс је сугерисао да је корен концепта правде у томе да свака особа треба да добије награде које су сразмерне њеним доприносима. Економиста Фридрих Хајек је изјавио да је концепт социјалне правде бесмислен, тврдећи да је правда резултат понашања појединца и непредвидивих тржишних сила. Социјална правда је блиско повезана са концептом релационе правде, која се односи на праведан однос са појединцима који имају заједничке особине, попут националности, или који су укључени у сарадњу или преговоре.